# 海特巴赫
海特巴赫（發音：[ˈhaɪtɐˌbax] ⓘ）是德国巴登-符腾堡州卡尔斯鲁厄行政区卡尔夫县的城市，面积28.92平方千米，2023年12月31日人口为6,029人。